# アフリカメダマカマキリ
アフリカメダマカマキリは、カマキリ目ハナカマキリ科に属するカマキリの１種で、翅に大きな目玉模様を持つ。

## 分布
名前の通りタンザニアなどアフリカの南部および東部に生息。

## 形態
メスの体長は4cm程。オスは少し小さく、触覚が長い。顔はハナカマキリに似て目が尖っている。終齢に近い幼虫は腹部に棘がある。翅には螺旋状の眼状紋をもつ。体色は白く、緑色の斑点が入る。若い幼虫は黒い。成長した幼虫は桃色など多様な体色である。足には縞模様がある。

## 生態
天敵に対しては翅を広げて眼状紋で威嚇する。ハナカマキリのように花に擬態し獲物を待ち伏せする。メスは7回、オスは6回の脱皮で成虫になる。